# Little Tail Story
Little Tail Story (Titre Original : リトルテイルストーリー, Hepburn: Ritoru Teiru Sutōrī) est un jeu vidéo de rôle free-to-play, développé par CyberConnect2 et édité par Bandai Namco, sorti sur Android et iOS. Il est le troisième jeu de la série Little Tail Bronx dans laquelle on retrouve les jeux Tail Concerto (sorti sur Playstation en 1998) et Solatorobo: Red the Hunter (sorti sur Nintendo DS en 2010). C'est le premier jeu de cet univers à sortir sur un support mobile. Hiroshi Matsuyama est aux commandes du projet et, tout comme pour Solatorobo, il collabore avec Chikayo Fukuda pour les musiques.
Le jeu sort exclusivement au Japon en mars 2014. Les serveurs du jeu sont coupés le 30 octobre 2014 : le jeu ne sera jamais sorti hors du Japon.

## Système de jeu
Little Tail Story est un RPG en 3D où le joueur peut choisir des quêtes à réaliser depuis un menu principal. Chacune de ces missions l'emmène dans des zones infestées de monstres, qu'il faudra vaincre afin de récolter des trésors. Le joueur constitue une équipe de 8 héros, chacun ayant une classe spécifique lui conférant des techniques.
Durant les combats les ennemis sont organisés sur une grille 3x3, les protagonistes du joueurs ayant leur propre ligne de 3. De fait, seuls trois personnages peuvent combattre à la fois, un système de roue permettant de les faire tourner afin de s'adapter à l'ennemi en face. Il est également possible de créer différentes armes et armures afin d'améliorer les héros.
Au lancement du jeu il existe 5 classes pour les héros : l'Épéiste (剣士 Kenshi) attaque seulement l’ennemi sur la case qui se situe en face de lui mais cause de lourds dégâts ; le Chevalier (騎士 Kishi) dont la lance lui permet d'attaquer les ennemis se situant sur la colonne devant lui. Le Gardien (衛士 Eji) possède un bouclier et peut attaquer à l'horizontale. Le Guerrier possède un marteau qui lui permet de faire des attaques circulaires. La Sorcière (魔法使い Mahōtsukai) peut attaquer tous les ennemis d'un coup, mais avec de faibles dégâts. Grâce à des mises à jours, 3 nouvelles classes sont ajoutées : le Combattant (武闘家 Budōka) attaque au corps à corps l'ennemi qui se situe sur la case en face de lui. Le Canonnier (砲術士 Hōjutsu-shi) peut attaquer tous les ennemis à l'aide d'un bazooka et le Chasseur (狩人 Kariudo) peut attaquer tous les ennemis d'une même ligne.

## Développement
En janvier 2014, Namco Bandai Games, l’éditeur des deux jeux de la série Little Tail Bronx, enregistre la marque Little Tail Story au Japon en déclarant le genre "Chiens et Chats dans un RPG" et publie un site web annonçant l'arrivée d'un futur jeu mobile développé avec CyberConnect2. Le 30 janvier 2014 une vidéo annonce officiellement le jeu pour le printemps 2014 au Japon
Hiroshi Matsuyama explique avoir voulu faire un jeu plus accessible et amical afin d'attirer une audience plus importante sur la série. Le design de certains héros est largement inspiré de personnages venant du jeu Solatorobo.
Durant la période d'activité du jeu, des événements en rapport aux jeux .hack, God Eater 2 et Tales of Xilia ont eu lieu.